# Métodos estocásticos en teoría de la fiabilidad
Los métodos estocásticos en teoría de la fiabilidad son una parte de los métodos de la fiabilidad de sistemas caracterizada, que se caracterizan por el uso de herramientas matemáticas avanzadas y en particular la teoría de la probabilidad.

## Definiciones básicas
El problema básico de la teoría de la fiabilidad variables aleatorias que son interpretables como el tiempo de vida de un elemento, el tiempo entre reparaciones, etc, de un determinado elemento importante en la funcionalidad de un sistema que se pretende estudiar. El tiempo de vida antes de fallo se define como el tiempo durante el cual un determinado elemento de un sistema opera satisfactoriamente, y transcurrido el cual el elemento queda en un estado de fallo (que puede ser reparable, no reparable pero reemplazable o fatal). Durante su funcionamiento normal un elemento se va desgastando o va degenerando hasta dejar de ser operativo, el tiempo de vida puede ser tratado mediante métodos estocásticos y estadísticos. Una evidencia de este desgaste es que la probabilidad esperada de fallo dado que ha estado en funcionamiento hasta el tiempo t, sea una función decreciente:

{\displaystyle {\frac {\mathrm {d} }{\mathrm {d} t}}\mathbb {E} [T_{t}]\leq 0}

donde Tt el tiempo de vida dado que el elemento ha subsistido a hasta el tiempo t, la derivada anterior está definida en el sentido de la teoría de distribuciones (y podría no existir en el sentido del cálculo clásico).

### Tasa de fallo y razón de fallo acumulada
La tasa de fallo, razón de fallo o función de riesgo se define la razón de fallo de la variable aleatoria T > 0 como

{\displaystyle r(t)=\lim _{h\to 0}{\frac {\mathrm {Prob} \{t<T\leq t+h\}}{h}}}

Si la variable tiene una función de distribución absolutamente continua, hay una expresión para esta función en términos de función de densidad de probabilidad:

{\displaystyle r(t)={\frac {f(t)}{{\overline {F}}(t)}}}

donde:
{\displaystyle f(t)=\mathrm {d} F(t)/\mathrm {d} t} es la función de densidad de probabilidad.
{\displaystyle {\overline {F}}(t)=1-F(t)} es la función de supervivencia.
La razón de fallo acumulada se define como la integral:

{\displaystyle \Lambda (t)=\int _{0}^{t}r(\tau )\mathrm {d} \tau }

Es sencillo ver la función de supervivencia está directamente relacionada con la razón de fallo acumulada:

{\displaystyle {\overline {F}}(t)=\exp \left[-\int _{0}^{t}r(\tau )\mathrm {d} \tau \right]=\exp[-\Lambda (t)]}

## Clases de distribuciones relevantes

### Monotonía de la tasa de fallo
Una variable aleatoria T tiene una tasa de fallo creciente (TFC o IFR Increasing Failure Rate) si la función de tasa de fallo es mónotona creciente para todo t, en este caso se dice que la variable aleatoria es de tipo TFC. Análogamente si la función de tasa de falla es monótona decreciente la variable es de tipo TFD (Tasa de fallo decreciente o DFR Decreasing Failure Rate). Puede demostrarse que una variable es de tipo TFC (o TFD) si y solo si el tiempo de vida residual Tt es estocásticamente decreciente en t.
Ejemplos
La distribución exponencial {\displaystyle F(t)=1-\exp(-\lambda t)} tiene una tasa de fallo constante {\displaystyle r(t)=\lambda }, y es la única distribución que pertenece al mismo tiempo a la clase TFC y TFD. Otras clases de distribuciones usadas en fiabilidad de sistemas como la distribución de Weibull que viene dada por:

{\displaystyle F(t)=1-\exp[(-\lambda t)^{\beta }]}, para {\displaystyle t\geq 0}

tiene una distribución {\displaystyle r(t)=\beta \lambda (\lambda t)^{\beta -1}} esta función es estrictamente creciente para {\displaystyle \beta >1} y estrictamente decreciente {\displaystyle \beta <1}. Por esa razón la distribución de Weibull puede ser de la clase TFC y TFD, según el valor de {\displaystyle \beta \,}.

### Clases según uso
La noción de desgaste TFC compara estocásticamente la vida residual de un elemento en dos instantes diferentes. Cuando se compara la vida residual en t> 0 con la vida de un elemento nuevo (t = 0) surge una clase de fistribuciones. Una variable aleatoria T se dice que es "nueva mejor que usada" (NMU o NBU New Better than Used) si se cumple que:

{\displaystyle {\overline {F}}(t+\tau )\leq {\overline {F}}(t)\cdot {\overline {F}}(\tau )}

Análogamente revirtiendo el sentido de la desigualdad se define una variable "nueva peor que usada" (NPU o NWU New Worse than Used). Puede demostrarse cualquier variable aleatoria que sea de tipo TFC es necesariamente de clase NMU (y análogamente una variable aleatoria de tipo TFD es necesariamente NPU). Además las clases NMU y NPU son caracterizables a partir de la tasa de fallo acumulativa. Una variable aleatoria es NMU si su tasa de fallo acumulativa es superaditiva:

{\displaystyle \Lambda (t+\tau )\geq \Lambda (t)+\Lambda (\tau )}

Análogamente es NPU si su tasa de fallo acumlativo es subaditiva.